# 切頂大二十面体
切頂大二十面体 (Truncated Great Icosahedron)とは、一様多面体の一種で、大二十面体の各頂点を切り落としたものである。正三角形は正六角形に、切り口は星型五角形になる。更に深く切り落とすと大二十・十二面体となる。

## 性質
- 構成面： 正六角形 20枚、星型五角形 12枚
- 辺： 90
- 頂点： 60
- 頂点形状： 5/2, 6, 6
- シュレーフリ記号: t{3,5/2}
- ワイソフ記号： 2 5/2 | 3
- 枠： 正方形が長方形になっている斜方二十・十二面体
- 双対： 大星型五方十二面体（英語版）
- 外接球半径： 一辺を2とすると {\displaystyle {\sqrt {29-9{\sqrt {5}} \over 2}}}